# Margaret Kohn (Pianistin)
Margaret Sherman Kohn (* 4. Mai 1928 in Boston) ist eine US-amerikanische Pianistin und Musikpädagogin.
Margaret Sherman besuchte bis 1950 das Radcliffe College und heiratete in diesem Jahr dem Komponisten und Pianisten Karl Kohn. Ihre musikalische Ausbildung begann sie bei Antoinette Doering und setzte sie bei Jesús María Sanromá und Jan Smeterlin fort. An der Harvard University studierte sie bei Irving Fine, Walter Piston, Randall Thompson und Paul Hindemith. Sie unterrichtete ab 1970 Klavier am Pomona College. Seit ihrer Studienzeit trat sie mit ihrem Mann als Klavierduo auf. Sie gaben gemeinsam Konzerte in Nordamerika, Europa und Japan und spielten in Mexiko-Stadt und New York, Helsinki, London und Tokio Rundfunkaufnahmen ein. Ihr Repertoire umfasste die meisten für zwei Klaviere oder Klavier zu vier Händen komponierten Werke mit einem Schwerpunkt auf der Musik des 20. Jahrhunderts.